# Coyote volant non identifié
Pour plus de détails, voir Fiche technique et Distribution.
Coyote volant non identifié (Fur of Flying) est un film américain d'animation Looney Tunes de 3 minutes et mettant en scène Bip Bip et Vil Coyote réalisé par Matthew O'Callaghan en 2010.

## Fiche technique
- Réalisateurs : Matthew O'Callaghan
- Producteur : Spike Brandt et Tony Cervone
- Compositeur : Christopher Lennertz